# Carretera Sur
La Carretera Sur es una vía troncal y parte de la Carretera Panamericana que recorre el suroeste de Managua, Nicaragua. Es una de las principales arterias que comunican la capital con los departamentos del occidente, como León y Chinandega. Esta carretera está identificada como parte de la NIC-2 y es clave para el transporte interurbano, comercial y turístico del país.

## Recorrido
La carretera inicia en el sector conocido como Paseo República de Chile (también llamado Paseo Salvador Allende), y se extiende en dirección suroeste atravesando varios barrios periféricos de Managua. A lo largo de su trayecto se conecta con importantes vías como la Pista Héroes de la Insurrección, mediante el Paso a desnivel Las Piedrecitas, y más adelante con la Carretera Nueva a León.
Al salir de la zona urbana, la carretera bordea la Laguna de Nejapa, y finaliza en el empalme con el municipio de El Crucero, donde continúa como la vía hacia León y otros destinos del occidente nicaragüense a través de la Carretera Panamericana.

## Características
La Carretera Sur es una vía de doble calzada en su tramo urbano, con cuatro carriles y zonas de acceso a barrios residenciales, comercios, centros educativos y edificios institucionales. Es conocida por su tráfico fluido comparado con otras arterias, y por estar flanqueada por áreas verdes y miradores hacia la Laguna de Asososca.
En su trayecto también se encuentran instituciones como:
- Hospital Fernando Vélez Paiz
- Embajada de Estados Unidos
- Parques industriales y bodegas logísticas

## Importancia
Además de conectar Managua con el occidente del país, la Carretera Sur funciona como salida clave para el turismo nacional hacia destinos como San Juan del Sur y Ometepe cuando se accede desde El Crucero. Su conexión con proyectos como la Pista Héroes de la Insurrección y futuros pasos a desnivel fortalece su papel estratégico dentro del sistema vial capitalino.